# 小美冰淇淋
小美冰淇淋是台灣的一支冰淇淋品牌，並推出了台灣第一支本土冰淇淋產品。該品牌創立於1945年，為台灣現存歷史最久的本土冰淇淋品牌，目前該品牌由樺美食品經營。

## 歷史
1945年，原先在台北橋下販賣剉冰的陳阿章五兄弟，搬到台北市東門開設「小美行」，販售紅豆和綠豆冰棒。後來，陳家兄弟在吃到駐台美軍流出的福利品牛奶冰淇淋後，決心投入冰淇淋的研發，並於1948年推出「小美香草冰淇淋」，為台灣第一杯本土自製的冰淇淋，此後數十年間獨霸台灣冰淇淋市場。在1970年代時，小美冰淇淋的市佔率曾高達87%，躋身台灣百大企業之列。在戒嚴時期下的台灣，進電影院觀看電影前，觀眾必須先起立唱國歌。在小美的全盛時期，電影院會在唱國歌前播放小美冰淇淋的廣告歌。但好景不常，陳家兄弟陸續病逝，使得小美冰品無人繼承，市占率逐年萎縮。
1994年DRAM公司麗維企業董事長曾士能接手營運。曾士能接手後，於1997年推出「紅豆粉粿冰棒」，將傳統剉冰口味融入冰品當中，造成市場轟動，冰品市佔率重回第一。但麗維的電子本業又在2007年遭遇經營瓶頸，復將小美食品售予經營海產店的呂明炎接手經營。呂明炎接手小美後，將公司名改為「樺美食品有限公司」，並將廠房從新莊南遷至彰化芳苑工業區。

## 外部連結
- .   [2022-06-04]. （原始内容存档于2022-04-18）.
- 小美冰淇淋的Facebook專頁
- 小美冰淇淋的Instagram帳戶
- YouTube上的小美冰淇淋頻道